# روبير شومان (سياسي فرنسي)
     لشخصية أخرى تحمل اسم روبرت شومان، طالع روبرت شومان (توضيح).

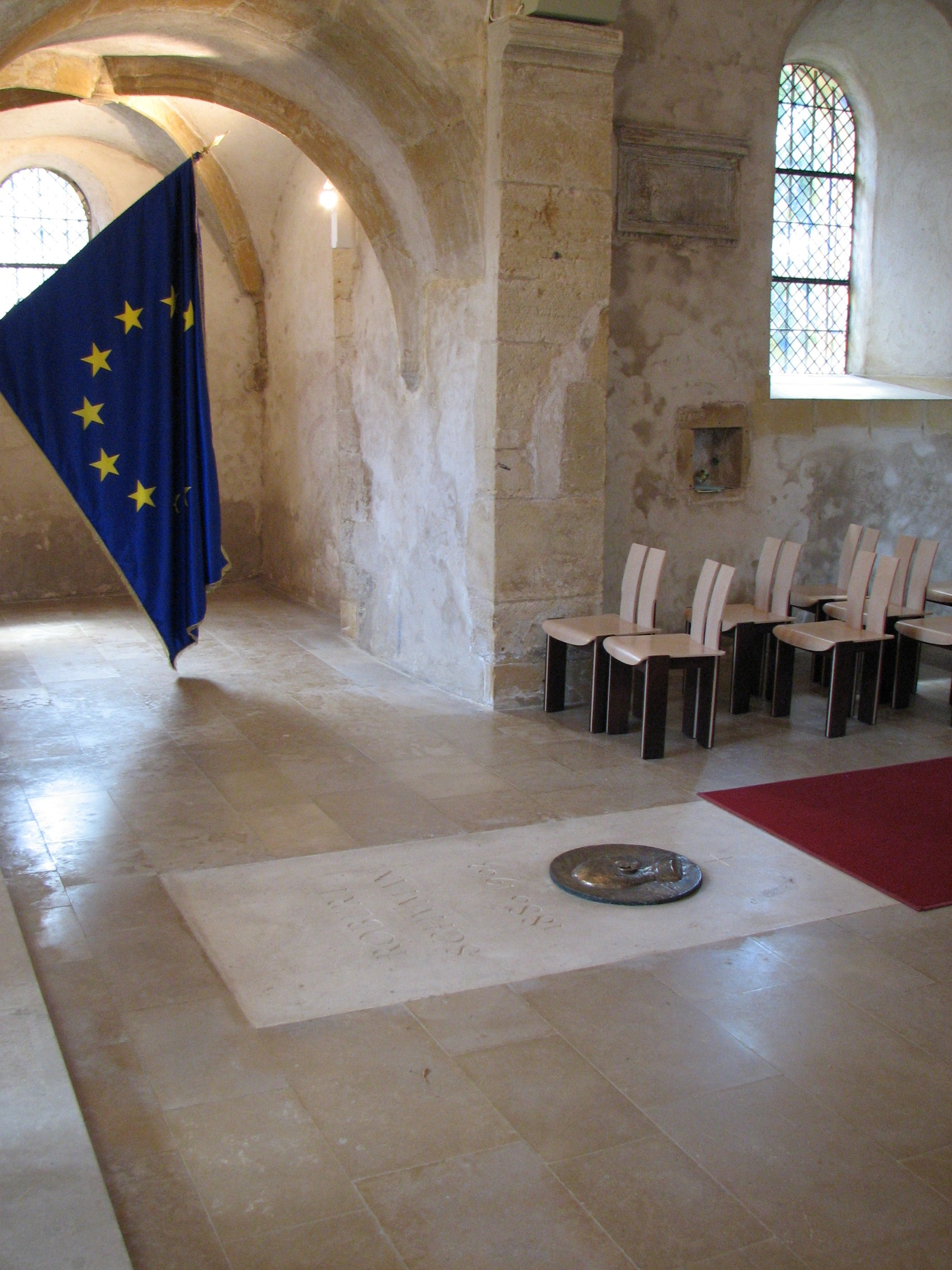
قبر روبير شومان

جان باتيست نيكولا روبير شومان (بالفرنسية: Robert Schuman) (29 يونيو 1886 – 4 سبتمبر 1963) كان رجل دولة فرنسي من مواليد مدينة لوكسمبورغ، و ديمقراطيًا مسيحيًا، ومفكرًا وناشطًا سياسيًا مستقلًا. شغل منصب رئيس وزراء فرنسا مرتين، وكان وزير المالية الإصلاحي ووزير الخارجية. كان له دور فعال في بناء مؤسسات ما بعد الحرب الأوروبية وعبر المحيط الأطلسي، وكان أحد مؤسسي الاتحاد الأوروبي ومجلس أوروبا وحلف شمال الأطلسي. سُميَّ العام الدراسي 1964-1965 في كلية أوروبا باسمه تكريمًا له.

## نشأته
وُلد شومان في يونيو عام 1886 في مدينة كلاوسن في لوكسمبورغ لوالده جان بيير شومان الذي حمل الجنسية الألمانية حينها. كان والده مواطنًا فرنسيًا أصليًا من مدينة لورين، وأصبح مواطنًا ألمانيًا عندما ضُمت لورين من قبل ألمانيا في عام 1871، وذلك قبل أن يغادر ليستقر في لوكسمبورغ بالقرب من قريته الأصلية إيفرانج، وكانت والدته من عائلة من لوكسمبورغ. تلقى شومان تعليمه الثانوي في مدرسة لوكسمبورغ الثانوية منذ عام 1896 وحتى عام 1903، تلتها مدرسة ليسيه إمبريال في مدينة متز في عام 1904.
درس القانون، والاقتصاد، والفلسفة السياسية، واللاهوت، والإحصاء، في جامعات برلين، وميونيخ، وبون، وستراسبورغ، منذ عام 1904 وحتى عام 1910، وحصل على شهادة في القانون بأعلى درجات التميز من جامعة ستراسبورغ. بدأ  شومان ممارسة المحاماة في مدينة متز في عام 1912. استدعاه الجيش الألماني في مدينة متز عندما اندلعت الحرب في عام 1914 للانضمام إلى القوات المساعدة، ولكنه أُعفي من الخدمة العسكرية لأسباب صحية. خدم في إدارة مقاطعة بولاي منذ عام 1915 وحتى عام 1918.

## فترة ما بين الحربين
أُعيدت أراضي الألزاس واللورين إلى فرنسا بعد الحرب العالمية الأولى، وأصبح شومان مواطنًا فرنسيًا في عام 1919، وأصبح نشطًا في السياسة الفرنسية. انتُخب لأول مرة نائبًا في مجلس النواب على قائمة إقليمية في عام 1919، وشغل بعد ذلك منصب النائب عن بلدية تيونفيل في إقليم موزيل حتى عام 1958 مع فترة فاصلة خلال سنوات الحرب. ساهم بشكل كبير في صياغة القوانين المدنية والتجارية التي أقرها البرلمان الفرنسي وإعادة إصدارها بعد عودة أراضي الألزاس واللورين، التي بقيت حتى ذلك الوقت تحت السلطة الألمانية والقانون الألماني، إلى فرنسا. أُطلق على هذا التنسيق للقانون الإقليمي مع القانون الفرنسي اسم «ليكس شومان». حقق شومان أيضًا في قضايا الفساد في فترة ما بعد الحرب في صناعات الصلب في لورين وفي سكة حديد الألزاس واللورين، واللتين اشترتهما أسرة دي وينديل القوية ذات النفوذ، وكشف ملابساتها، وقال عن عملية الشراء إنها «عملية نهب».

## الحرب العالمية الثانية
دُعي شومان في عام 1940 بسبب خبرته في ألمانيا ليصبح عضوًا في حكومة بول رينو، التي استلمها في فترة الحرب العالمية الثانية، ليكون المسؤول عن اللاجئين. احتفظ بهذا المنصب خلال حكومة بيتان الأولى. صوت لصالح منح المارشال بيتان حليف هتلر السلطة الكاملة في 10 يوليو، ولكنه رفض الاستمرار بالحكم. قُبض عليه بسبب أعمال مقاومة واحتجاج على الأساليب النازية في 14 سبتمبر من ذلك العام. استجوبه الغيستابو، وأُعفي من إرساله إلى معسكر الاعتقال داكاو بعد تدخل محامٍ ألماني.

## السياسة الأوروبية
شغل شومان في وقت لاحق منصب وزير العدل قبل أن يصبح أول رئيس للجمعية البرلمانية الأوروبية (خليفة المجلس المشترك) التي منحته بالتهليل لقب «أب أوروبا». يُعتبر أحد الآباء المؤسسين للاتحاد الأوروبي. ترأس الحركة الأوروبية منذ عام 1955 وحتى عام 1961. حصل على جائزة كارلسبريز في عام 1958، وهي جائزة مصدرها مدينة آخن الألمانية للأشخاص الذين ساهموا في الفكرة الأوروبية والسلام الأوروبي، وذلك احتفالًا بذكرى شارلمان (حاكم ما يُعرف اليوم بفرنسا وألمانيا) الذي استقر ودُفن في مدينة آخن. عُيّن شومان أيضًا فارسًا بأمر من البابا بيوس التاسع.
كان شومان رجلًا متدينًا بشدة وباحثًا في الكتاب المقدس. أثنى على كتابات البابا بيوس الثاني عشر الذي أدان كلًا من الفاشية والشيوعية. كان خبيرًا في فلسفة العصور الوسطى  خاصة كتابات القديس توما الأكويني، واعتقد بأفكار الفيلسوف جاك ماريتان، وهو فيلسوف معاصر.

## روابط خارجية
- روبرت شومان على موقع IMDb (الإنجليزية)
- روبرت شومان على موقع الموسوعة البريطانية (الإنجليزية)
- روبرت شومان على موقع مونزينجر (الألمانية)
- روبرت شومان على موقع ميوزك برينز (الإنجليزية)